# Ośrodek Szkoleniowo-Wypoczynkowy ZHP „Perkoz”
Ośrodek Szkoleniowo-Wypoczynkowy ZHP „Perkoz” – ośrodek Związku Harcerstwa Polskiego, zlokalizowany na uroczysku Waszeta, nad Jeziorem Plusznym (Małym i Wielkim) koło Olsztynka.

## Historia
Obecność harcerzy na uroczysku Waszeta datuje się na końcówkę lat 50. XX wieku. Nad Jeziorem Plusznym miała swoją bazę Akcja Chorągwi Warmińsko-Mazurskiej „Perkoz”. Kilka lat później powstały plany budowy w tym miejscu ośrodka harcerskiego, których autorem był olsztyński instruktor Paweł Szawłowski. Ośrodek otwarto w 1966 i do 1983 był ośrodkiem szkoleniowo-wypoczynkowym Głównej Kwatery ZHP.
9 września 1983 w ośrodku zainaugurowała działalność Szkoła Harcerstwa Starszego „Perkoz” – kuźnia metodyki starszoharcerskiej i programu działalności drużyn, określanych jako ruch starszoharcerski. Szkoła została zlikwidowana w latach 90. XX wieku i połączona z innymi szkołami instruktorskimi (zuchową z Oleśnicy i harcerską z Załęcza Wielkiego) w Centralną Szkołę Instruktorską ZHP.

## Współczesność
Obecnie ośrodek jest dostępny dla harcerzy, a także grup szkolnych i osób prywatnych. Komendantem ośrodka przez wiele lat był hm. Bogusław Kowalewski.